# Carl Schelenz

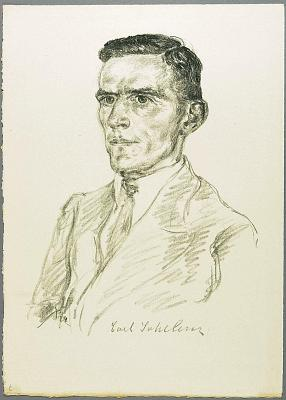
Karl Schelenz (retratado por Emil Stumpp em 1924)

Carl Schelenz, ou Karl Schelenz (Berlim, 6 de fevereiro de 1890 - 7 de fevereiro de 1956), foi um atleta e professor de educação física alemão. Ele é conhecido principalmente por sua contribuição para o desenvolvimento e divulgação do handball como é praticado hoje em dia.
Em 1919, Karl Schelenz reformulou o Torball e alterou seu nome para Handball estabelecendo novas regras que posteriormente foram publicadas pela Federação Alemã de Ginástica. Seu trabalho ajudou muito no desenvolvimento do esporte no mundo podendo oferecer mais um esporte a ser praticado.
Atribui-se a invenção do Handebol ao professor, quando trabalhava da Escola Normal de Educação Física de Berlim durante a Primeira Guerra Mundial.
No campo educacional brasileiro, o Handebol é considerado um esporte coletivo e de fácil aprendizagem. Ele possui características importantes que passam pelos níveis básicos de desenvolvimento, tais como: arremessar, saltar e correr. 